# 1998 XK72
1998 XK72 är en asteroid i huvudbältet som upptäcktes den 14 december 1998 av LINEAR i Socorro County, New Mexico.
Asteroiden har en diameter på ungefär 8 kilometer.